# 費道用
費道用（？—？），字暗如，號筆山，贵州石阡人，明朝政治人物、同進士出身。

## 生平
崇禎四年（1631年）辛未科進士，三甲三十七名，后由福建福清縣知縣，遷兵部郎中，轉吏部考功司。著有《碧桃軒集》。